# Laophontodes whitsoni
Laophontodes whitsoni är en kräftdjursart som beskrevs av T. Scott 1912. Laophontodes whitsoni ingår i släktet Laophontodes och familjen Ancorabolidae. Inga underarter finns listade i Catalogue of Life.